# Veronica Mihailov-Moraruová
Veronica Mihailov-Moraruová (* 29. září 1982, Kišiněv) je moldavská právnička a politička a od roku 2023 ministryně spravedlnosti ve vládě Dorina Receana.
V letech 2019–2020 byla ve vládě Maii Sanduové a Iona Chica Státní tajemnice Ministerstva spravedlnosti Moldavské republiky. V téhle funkci byla znovu v letech 2021–2023.
Byla členkou Asociace moldavských právniček, kde se aktivně podílela na prosazování práv právniček na sociální a zdravotní ochranu.

## Osobní život
Je vdaná a má 1 dítě. Kromě mateřské rumunštiny ovláda i ruštinu, angličtinu a francouzštinu.